# Carnival

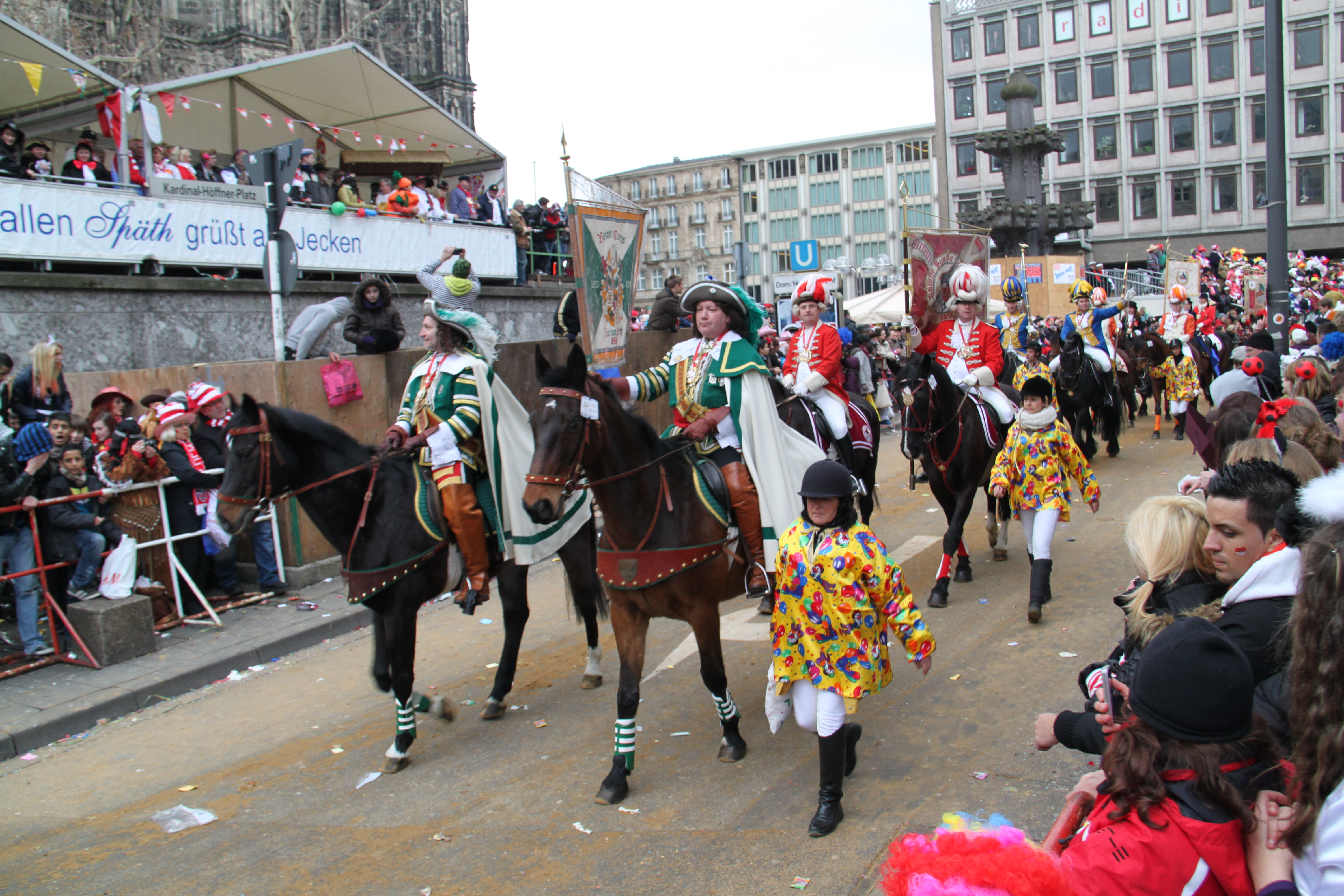
Diễu hành trên đường phố vào Ngày thứ hai hoa hồng (Rosenmontag) tại Carnival ở Köln, nước Đức.

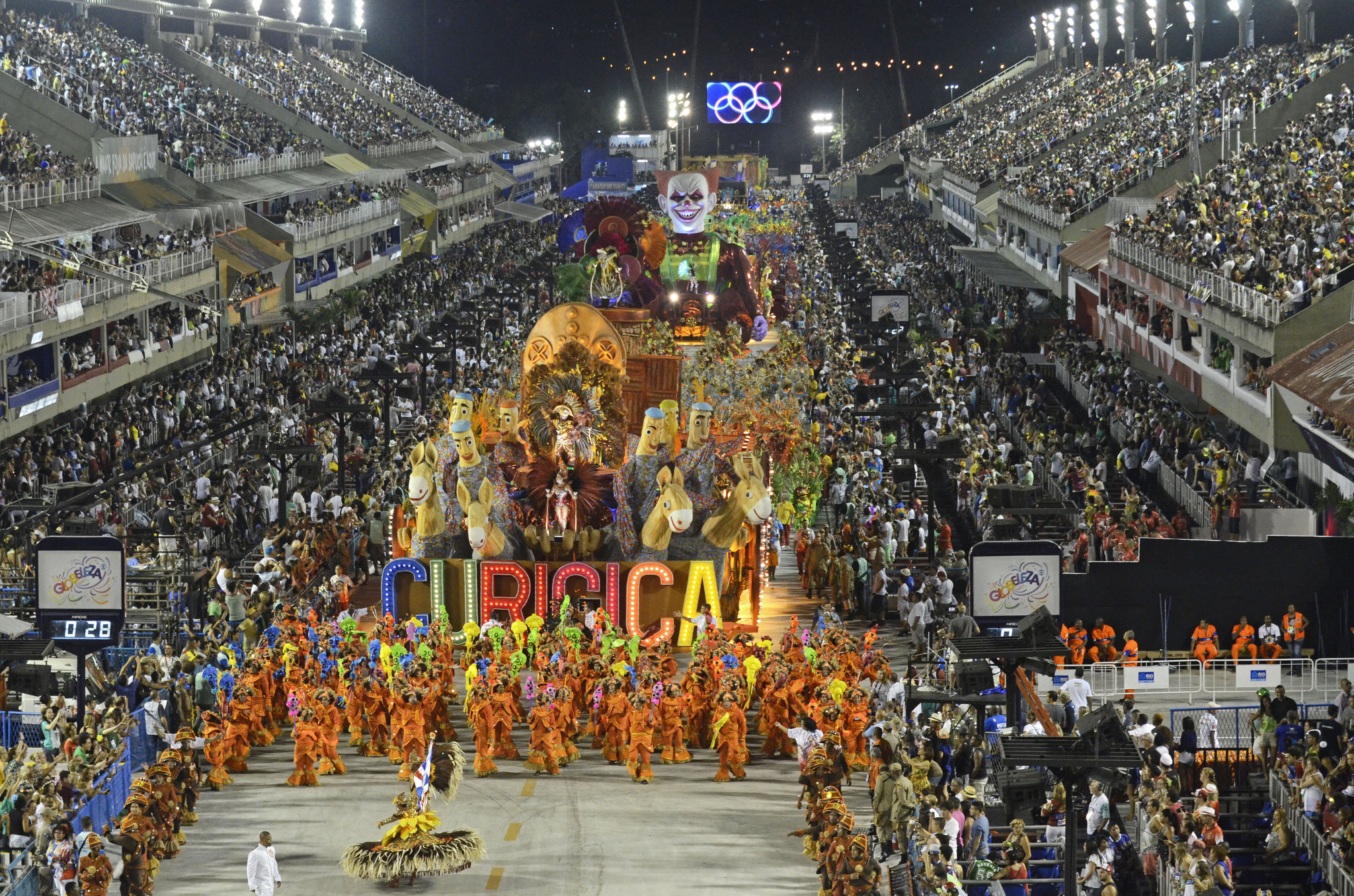
Một xe hoa lớn diễn hành tại lễ hội Carnival tại Rio de Janeiro năm 2014

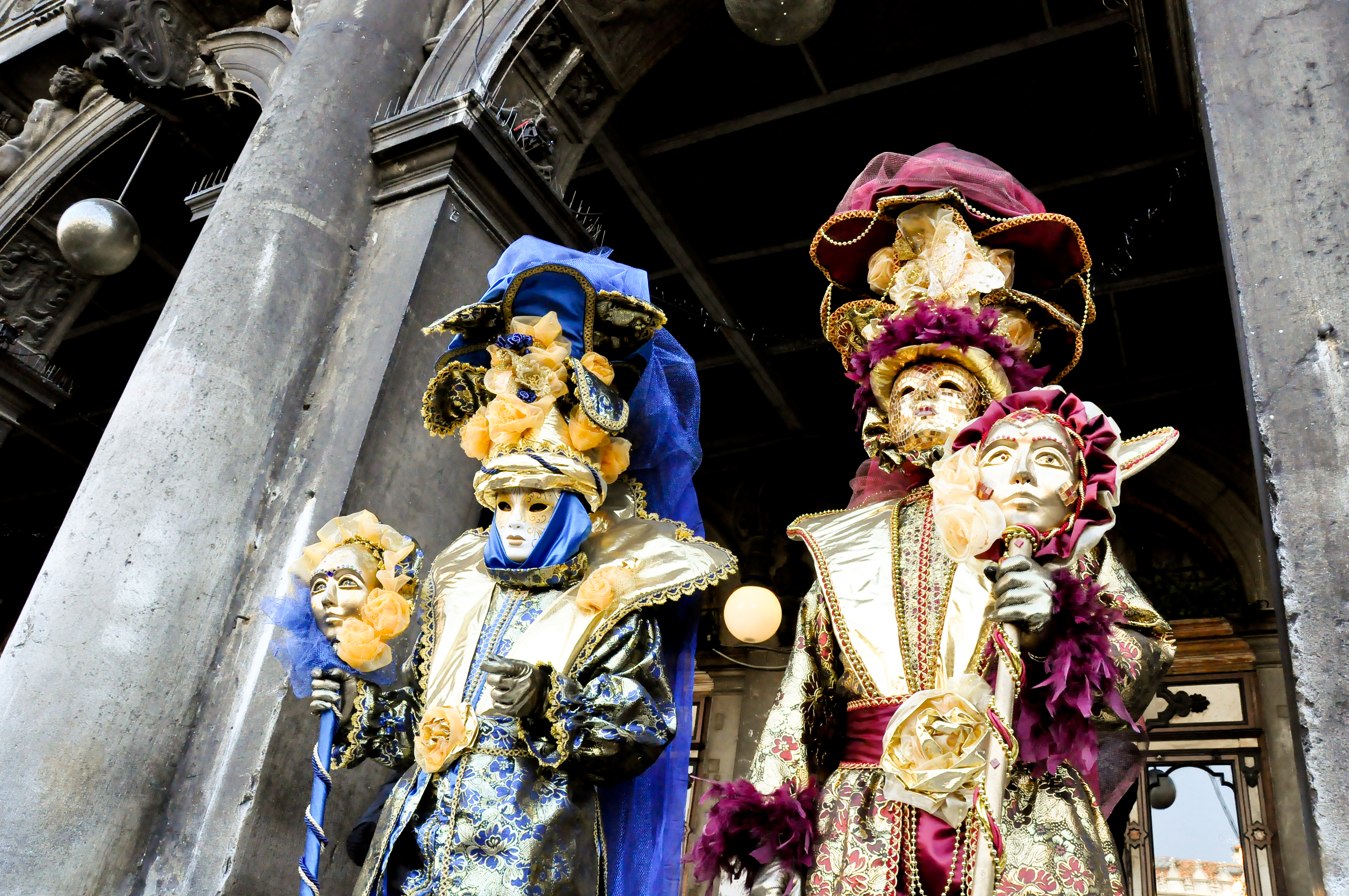
Mặt nạ tại Carnival tại Venice, nước Ý

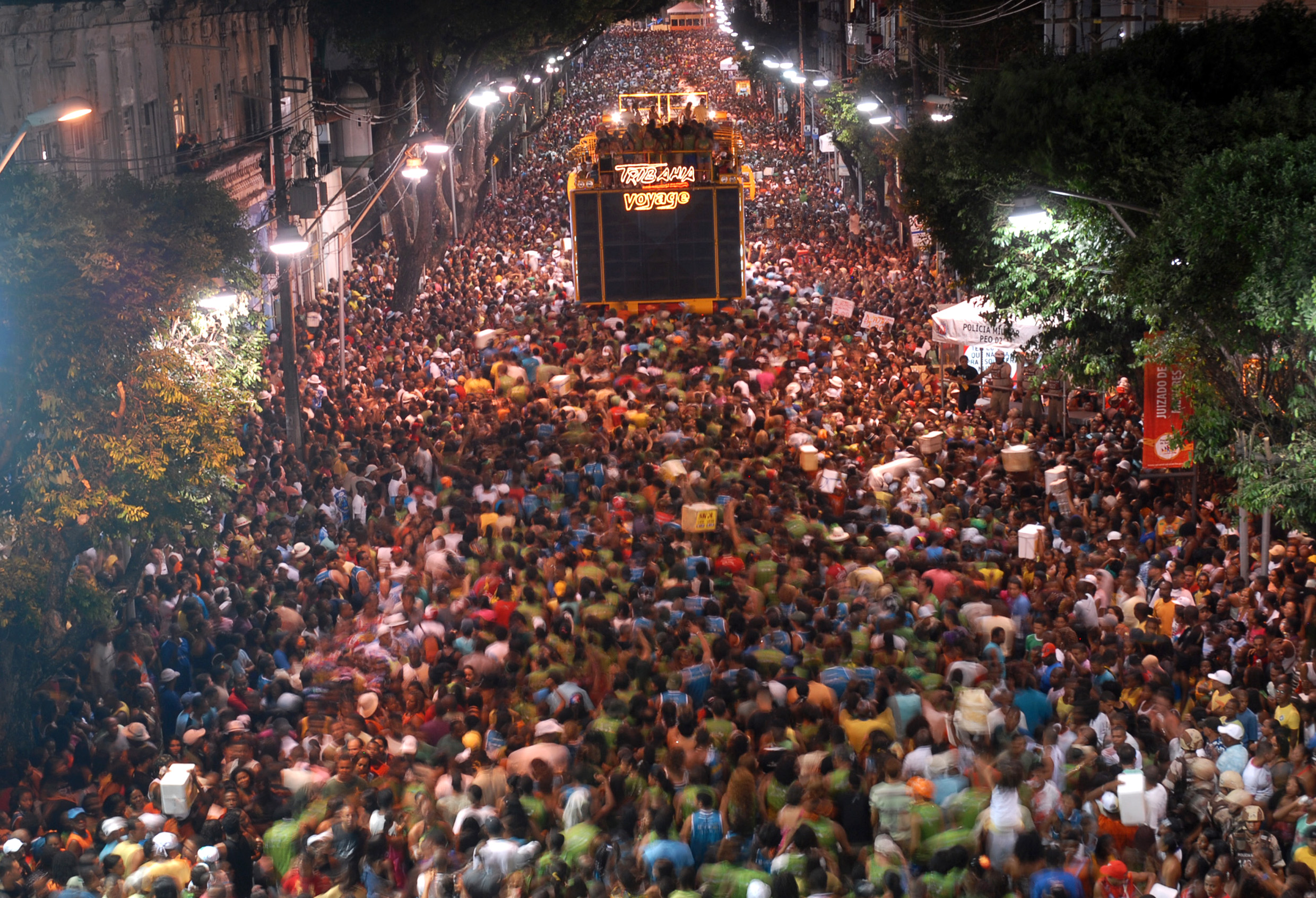
Carnival năm 2008 tại Salvador, Bahia, Brasil

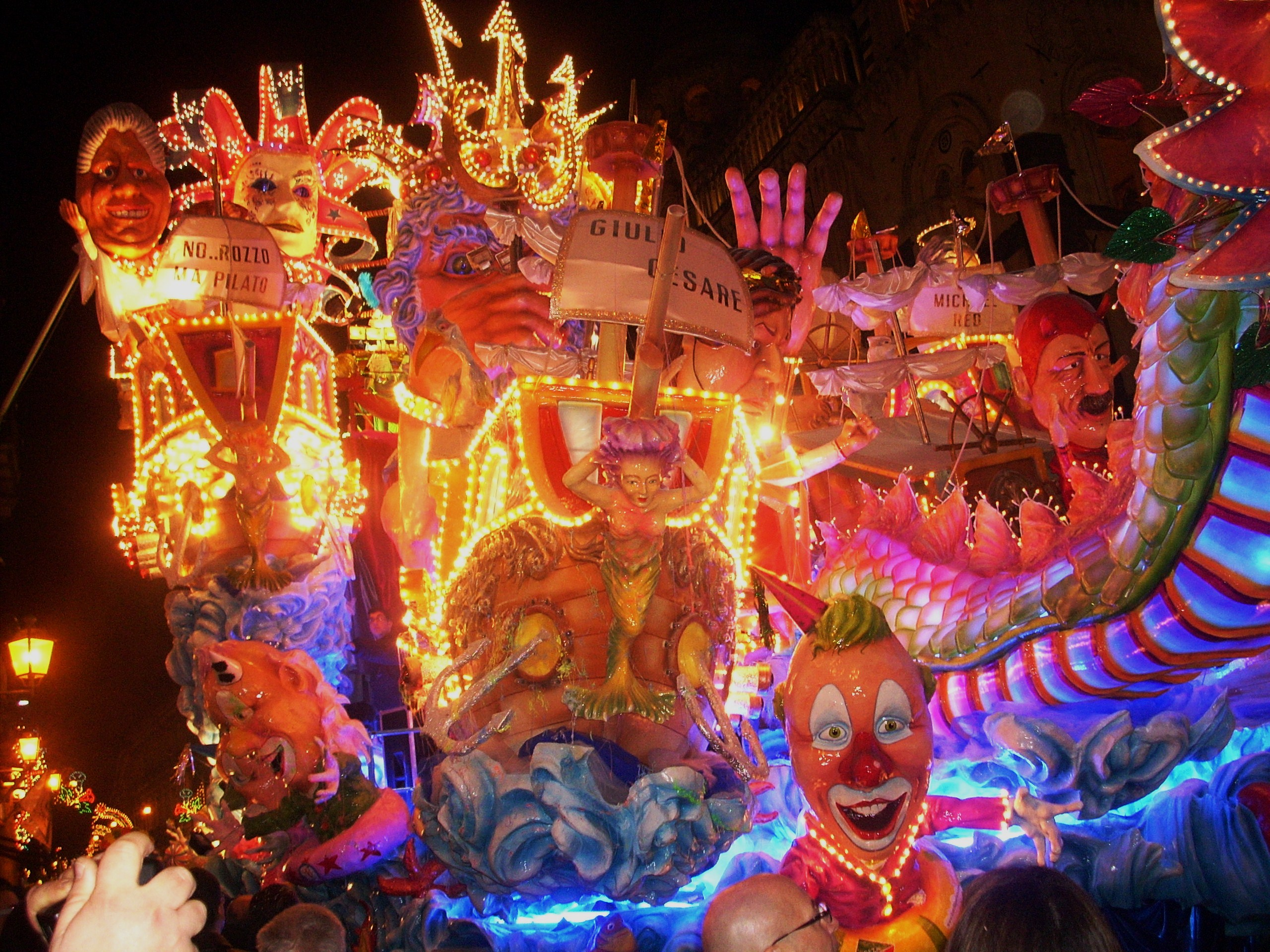
Carnival tại Acireale, Sicilia, nước Ý

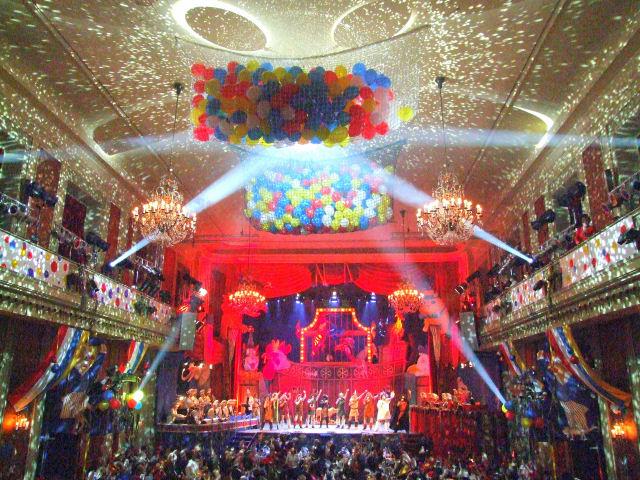
Truyền thống các buổi hội Carneval trong nhà tại Mainz, nước Đức

Carnival hay Các-na-van, hay còn gọi là hội hóa trang, hội giả trang hoặc Carneval (tiếng Đức: Fastnacht, Fasnacht, Fasching; tiếng Pháp & tiếng Tây Ban Nha: Carnaval), tên đầy đủ là lễ hội Carnival đường phố, là một mùa lễ hội, thường diễn ra vào trước mùa Chay và thường chấm dứt vào ngày Thứ tư Lễ Tro, các sự kiện chính thường diễn ra trong tháng hai. Carnival thường bao gồm một buổi lễ ăn mừng hay một buổi diễu hành kết hợp các yếu tố của loại hình xiếc, lễ hội đường phố công cộng. Mọi người thường giả trang và đeo mặt nạ trong các buổi ăn mừng.
Carnival là hình thức lễ hội thường được tổ chức trong các xã hội Công giáo La Mã, ở một mức độ thấp hơn là Chính Thống giáo Đông phương. Những khu vực theo đạo Tin Lành thường không có các lễ hội carnival.
Tại Đức, mùa Carnival còn gọi là "mùa thứ 5" (fünfte Jahreszeit) thường bắt đầu từ 11 giờ 11 phút của ngày 11 tháng 11 và kéo dài đến thứ tư Lễ Tro, với các bữa khiêu vũ, bữa tiệc hóa trang, mà cao điểm là 6 ngày cuối, từ thứ năm trước mùa chay một tuần, gọi là "Ngày vợ già" (Old Wives' Day), khi các phụ nữ tràn vào các tòa thị sảnh và cắt cà vạt của nam giới tượng trưng cho sự thiến. Tại các quốc gia châu Âu, buổi diễn hành chính với nhiều xe hoa ngoài đường phố là thứ hai cuối trước thứ tư Lễ Tro, gọi là "Ngày thứ hai hoa hồng" (Shrove Monday, Rose Monday). Ngày thứ ba sau đó (Mardi Gras) cũng là ngày hội lớn cuối cùng và chấm dứt mùa lễ hội và bắt đầu bước vào mùa Chay. Các xe hoa tại Đức (lớn nhất là tại Köln, Dusseldorf, Mainz) với hình nộm thường có xu hướng châm biếm những sự kiện chính trị và xã hội trong năm.
Tại Venice, Ý lại nổi tiếng với những người hóa trang đeo mặt nạ như thời Phục Hưng.
Carnival Brasil là một trong những lễ hội lớn nhất thế giới, nhiều thành phố lớn khác trên thế giới cũng tổ chức các sự kiện lớn, kéo dài cả ngày. Theo Sách Kỷ lục Guinness thì Carnival ở Rio de Janeiro, Brazil là carnival lớn nhất và là lễ hội nổi tiếng nhất thế giới, lễ chính thường kéo dài 1 tuần với khoảng 2 triệu người tham gia mỗi ngày.

## Lịch
Ngày lễ chính:
2020
- Ngày thứ hai hoa hồng (Rosen Monday tại châu Âu) diễn hành trên đường phố: 24 tháng 2
- Tại Rio de Janeiro: 21 đến 26 tháng 2

2021
- Ngày thứ hai hoa hồng: 15 tháng 2
- Tại Rio de Janeiro: 12 đến 17 tháng 2

2022
- Ngày thứ hai hoa hồng: 28 tháng 2
- Tại Rio de Janeiro: 26 tháng 2 đến 1 tháng 3

2023
- Ngày thứ hai hoa hồng: 20 tháng 2
- Tại Rio de Janeiro: 17 đến 25 tháng 2

2024
- Ngày thứ hai hoa hồng: 12 tháng 2
- Tại Rio de Janeiro: 9 đến 17 tháng 2

2025
- Ngày thứ hai hoa hồng: 3 tháng 3
- Tại Rio de Janeiro: 28 tháng 2 đến 8 tháng 3

## Liên kết
- Chùm ảnh: Muôn màu Lễ hội hóa trang khắp nơi trên thế giới, VOV, 26/02/2017
- Top ten Carnivals of 2011 Lưu trữ ngày 10 tháng 3 năm 2011 tại Wayback Machine
- Brazils Carnival Lưu trữ ngày 28 tháng 3 năm 2010 tại Wayback Machine
- McGowan, Chris and Pessanha, Ricardo. "The Brazilian Sound: Samba, Bossa Nova and the Popular Music of Brazil." 1998. 2nd edition. Temple University Press. ISBN 1-56639-545-3
- Catholic Encyclopedia, Shrovetide
- North American Carnivals Lưu trữ ngày 31 tháng 7 năm 2011 tại Wayback Machine